# SHOT Show
Lo SHOT Show è una fiera dedicata alle armi da fuoco organizzata e sponsorizzata dall'associazione statunitense National Shooting Sports Foundation.

## Edizioni
Elenco delle edizioni della fiera:
| Anno | Data          | Città                                     | Partecipanti |
| ---- | ------------- | ----------------------------------------- | ------------ |
| 1979 |               | Saint Louis                               | 5 600        |
| 1980 |               | San Francisco                             | 8 500        |
| 1981 |               | New Orleans                               | 17 800       |
| 1982 |               | Atlanta                                   | 17 850       |
| 1983 |               | Dallas                                    | 20 000       |
| 1984 |               | Dallas                                    | 22 000       |
| 1985 |               | Atlanta                                   | 19 200       |
| 1986 |               | Houston                                   | 20 950       |
| 1987 |               | New Orleans                               | 19 500       |
| 1988 |               | Las Vegas                                 | 19 800       |
| 1989 |               | Dallas                                    | 23 500       |
| 1990 |               | Las Vegas                                 | 23 523       |
| 1991 |               | Dallas                                    | 25 525       |
| 1992 |               | New Orleans                               | 23 262       |
| 1993 |               | Houston                                   | 25 030       |
| 1994 |               | Dallas                                    | 27 800       |
| 1995 |               | Las Vegas                                 | 29 600       |
| 1996 |               | Dallas                                    | 28 500       |
| 1997 |               | Las Vegas                                 | 35 102       |
| 1998 |               | Las Vegas                                 | 32 759       |
| 1999 |               | Atlanta                                   | 25 814       |
| 2000 |               | Las Vegas                                 | 29 607       |
| 2001 |               | New Orleans                               | 25 496       |
| 2002 |               | Las Vegas                                 | 31 342       |
| 2003 |               | Orlando                                   | 27 494       |
| 2004 |               | Las Vegas                                 | 33 264       |
| 2005 |               | Las Vegas                                 | 37 730       |
| 2006 |               | Las Vegas                                 | 40 892       |
| 2007 |               | Orlando (Florida)                         | 42 216       |
| 2008 |               | Las Vegas                                 | 58 769       |
| 2009 | 15–18 gennaio | Orlando (Orange County Convention Center) | 48 907       |
| 2010 | 19–22 gennaio | Las Vegas (Sands Expo)                    | 58 444       |
| 2011 | 18–21 gennaio | Las Vegas (Sands Expo)                    | 57 390       |
| 2012 | 17–20 gennaio | Las Vegas (Sands Expo)                    | 61 017       |
| 2013 | 15–18 gennaio | Las Vegas (Sands Expo)                    | 62 371       |
| 2014 | 14-17 gennaio | Las Vegas (Sands Expo)                    | 67 000+      |
| 2015 | 20-23 gennaio | Las Vegas (Sands Expo)                    | ~64 000      |
| 2016 | 19-22 gennaio | Las Vegas (Sands Expo)                    | 54 547       |
| 2017 | 17-20 gennaio | Las Vegas (Sands Expo)                    | ~65 000      |
| 2018 | 23-26 gennaio | Las Vegas (Sands Expo)                    | ~60 000      |
| 2019 | 22-25 gennaio | Las Vegas (Sands Expo)                    | 58 000+      |
| 2020 | 21-24 gennaio | Las Vegas (Sands Expo)                    | ?            |
| 2021 | 19-22 gennaio | Las Vegas (Sands Expo)                    | annullata    |
| 2022 | 18-21 gennaio | Las Vegas (Sands Expo)                    | ~43 000      |
| 2023 | 17-20 gennaio | Las Vegas (Sands Expo)                    |              |